# Dominikanski samostan Ptuj
Dominikanski samostan Ptuj je samostan, ki predstavlja kulturno znamenitost Ptuja.
Dominikanci, ki so prišli iz Brež na Koroškem, so bili prvi menihi na Ptuju. Samostan in cerkev je leta 1230 ustanovila vdova Friderika III. Ptujskega. Pri tem ji je pomagal salzburški nadškof Eberhard II. V njem naj bi bili pokopani tudi gospodje Ptujski. Samostan je pogorel, bil večkrat obnovljen, baročni videz je dobil v 18. stoletju. Ukinjen je bil leta 1786 z jožefinskimi reformami. V opuščenih stavbah je bila vojašnica. Leta 1926 ga je kupila občina in v njem uredila muzej, čemur služi še danes. Zanimiv je rimski lapidarij, numizmatična zbirka, rekonstrukcija II. mitreja, križni hodnik ter freske iz 14., 16. in 17. stoletja.

## Zgodovina
Matilda, vdova po Frideriku III. Ptujskem, je menihom podarila zemljo na zahodnem robu mesta, pod Grajskim gričem. Štirikotni samostan je bil zgrajen v letih 1230 do 1231 ob obstoječih romanskih stavbah, cerkev pa letu 1252. Zgrajen je bil v prehodnem slogu med romaniko in gotiko, kar se lepo vidi v kapeli vzhodnega trakta, kjer je desna bifora še romanska, leva pa že gotska. 
Leta 1302 je samostan pogorel, obnova je trajala do srede 14. stoletja. Iz listine krškega škofa Henrika, izdane na Dunaju na Jurjevo 1eta 1303 je jasno razvidno, da je bilo treba na novo pozidati samostan in cerkev.
Cerkev je bila dvignjena leta 1453 (posvečena 8. maja 1453) in ponovno predelana leta 1470, ko je nastal križni hodnik, leta 1520 je bila poslikana severna stena vzhodnega trakta (Oznanjenje). Severni trakt se je naslanjal na cerkev, vzhodni na refektorij, južni na kapitelsko dvorano in zahodni na upravno-gospodarsko prostore. Po letu 1551 sta bila zgrajena dva vodna stolpa, eden je ohranjen še danes. Prizidek je bil leta 1681 pritličen, v njem je bila samostanska žitnica in spodaj klet. Leta 1691 je bil prizidek povišan in povezan z ostalo stavbo, to je tisti del, kjer so danes upravni prostori Muzeja. 
V 17. stoletju so samostan in cerkev baročno prezidali. Vzhodno cerkveno pročelje so obrnili proti mestu ter ga v začetku 18. stoletja prekrili z bogato štukaturo in opremili s kipi. Na fasadi nad vzhodom je dominikanski grb, v nišah pa so kipi Marije, sv. Nikolaja, Tomaža Akvinskega, Petra Mučenca in Alberta Velikega. Barokizirali so tudi samostansko jedilnico, jo poslikali in njen obok prekrili s štukaturo.
Med letoma 1714 in 1717 je prizidek dvignjen za eno nadstropje, tako so pridobili šest sob.
17. januarja 1785 je bil samostan z jožefinskimi reformam ukinjen, redovna skupnost razpuščena in premoženje zaplenjeno. V cerkvi so razbili nagrobnike znanih plemiških rodbin Gospodov Ptujskih, Schaumbergov, Herbersteinov in drugih. 
V samostanu je bilo nato nekaj časa vojaško skladišče, takrat so tudi cerkev etažirali in prizidali ob severni steni sanitarije.
Leta 1824 je bil pozidan prizidek od jugozahodnega trakta do rondela. Leta 1914 je bil samostan še vedno v vojaški lasti in na sklepnikih v križnem hodniku so viseli modeli letal za praktični pouk. Ko se je 12. novembra 1923 vojska izselila, je šla stavba na dražbo.
Samostan je bil prodan zasebniku dr. Rinaldu Čuliću, odvetniku iz Beograda, ki bi naj ta ogromni prostor prilagodil potrebam tkalnice in barvarnice svile. Novi lastnik je nameraval objekt precej preurediti, vendar mu je Spomeniški urad, Prosvetni oddelek za Slovenijo v Ljubljani postavil pogoje. Podjetnik pogojev ni upošteval in ni dobil dovoljenja za rekonstrukcijo.
Leta 1926 ga je kupila občina in leta 1927 v samostanu uredila 36 stanovanj. Leto 1928 je prineslo bivšemu Dominikanskemu samostanu tisto funkcijo, ki jo ima še danes. Po dolgih prizadevanjih se je v del prostorov preselil Pokrajinski muzej.
30. marca 1928 je Mestni magistrat prepustil Mestnemu muzeju vse štiri strani križnega hodnika in dvorišče in celotni vzhodni trakt. Stavba je v tem času dobila nov dimnik, 4 stanovanja in eno sobo so preuredili, iz dveh stanovanj je bila napravljena kovačnica. Ob koncu leta je bilo v stavbi še 18 strank. Istega leta so v stavbo napeljali tudi elektriko.
V delih Dominikanskega samostana je bila od leta 1936 do 1955 Tekstilna tovarna. Konec leta 1950 se je izselila tudi Mehanična tkalnica. Leta 1969 je Dominikanski samostan zapustila Ljudska in študijska knjižnica.
Vsa obdobja so na kompleksu pustila sledi v obliki dozidav in prezidav. Te so bile najbolj »nasilne« na cerkveni ladji. Ta je v času barokizacije izgubila celoten prezbiterij, ki je predstavljal skoraj polovico stavbe. V času po razpustitvi samostana so cerkev po višini razdelili v tri etaže in temu ustrezno naredili dodatne okenske odprtine. Šlo je za prizidavanja in nadzidavanja ter delitev na večje in manjše prostore.

## Zadnja prenova
Zadnja prenova kompleksa Dominikanskega samostana, ki je bila končana v letu 2013, je prinesla precejšnjo novost. Kongresno kulturno središče je podobna funkcija, ki so jo samostani imeli v preteklosti, cerkve pa so bili edini zaprti prostori, kjer so potekale javne prireditve. Samostanski kompleks služi novi organizacijski shemi. V nekdanjo cerkveno ladjo je umeščena glavna prireditvena dvorana. Okoli križnega hodnika so nanizani vsi preostali spremljevalni prostori, manjša dvorana je v nekdanji samostanski jedilnici in še ena v nekdanjih gospodarskih prostorih. Križni hodnik služi kot vstopna avla in glavno stičišče vseh poti po objektu. V stavbo so vgrajene vse nove tehnične funkcije, ki jih kongresno kulturno središče potrebuje: razvodi instalacij ogrevanja, prezračevanja, osvetlitve in ozvočenja. Stene pa čakajo restavratorje, ki bodo delali v času obratovanja novih prostorov. Po rušitvi medetažne konstrukcije v cerkveni ladji, so arheološke raziskave v sredinskem delu nekdanje gotske cerkve odkrile bogate najdbe: grobnice, oltarne nastavke, ostanke stopnic in tlaka iz rimskih nagrobnih kamnov. Ti bodo ostali prikazani »in situ«.
Tej fazi naj bi sledila še naslednja, v kateri bi bilo potrebno obnoviti vse tri preostale trakte samostana, nato pa še obsežen prostor s parkom in dvoriščem okrog samostana. Tudi edinstvene poslikave na steni nekdanje zakristije, najdene podobe na stenah križnega hodnika in na slavoločni steni in drugje, ki predstavljajo izjemne primerki poslikav s konca 13. ali začetka 14. stoletja, bodo zahtevale nadaljnja restavriranja.
- Zgodovinska razglednica-samostan kot vojašnica
- Sodobna podoba z nekdanjo cerkvijo Marijinega vnebovzetja na desni
- Kip sv. Janeza Nepomuka na dvorišču samostana